# 西湖いやしの里根場
西湖いやしの里根場（さいこいやしのさとねんば）は、山梨県南都留郡富士河口湖町にある野外博物館である。かつて当地にあり、台風災害で移転した集落の跡地に茅葺民家を復元したもので、2006年（平成18年）に開園した。

## 概要

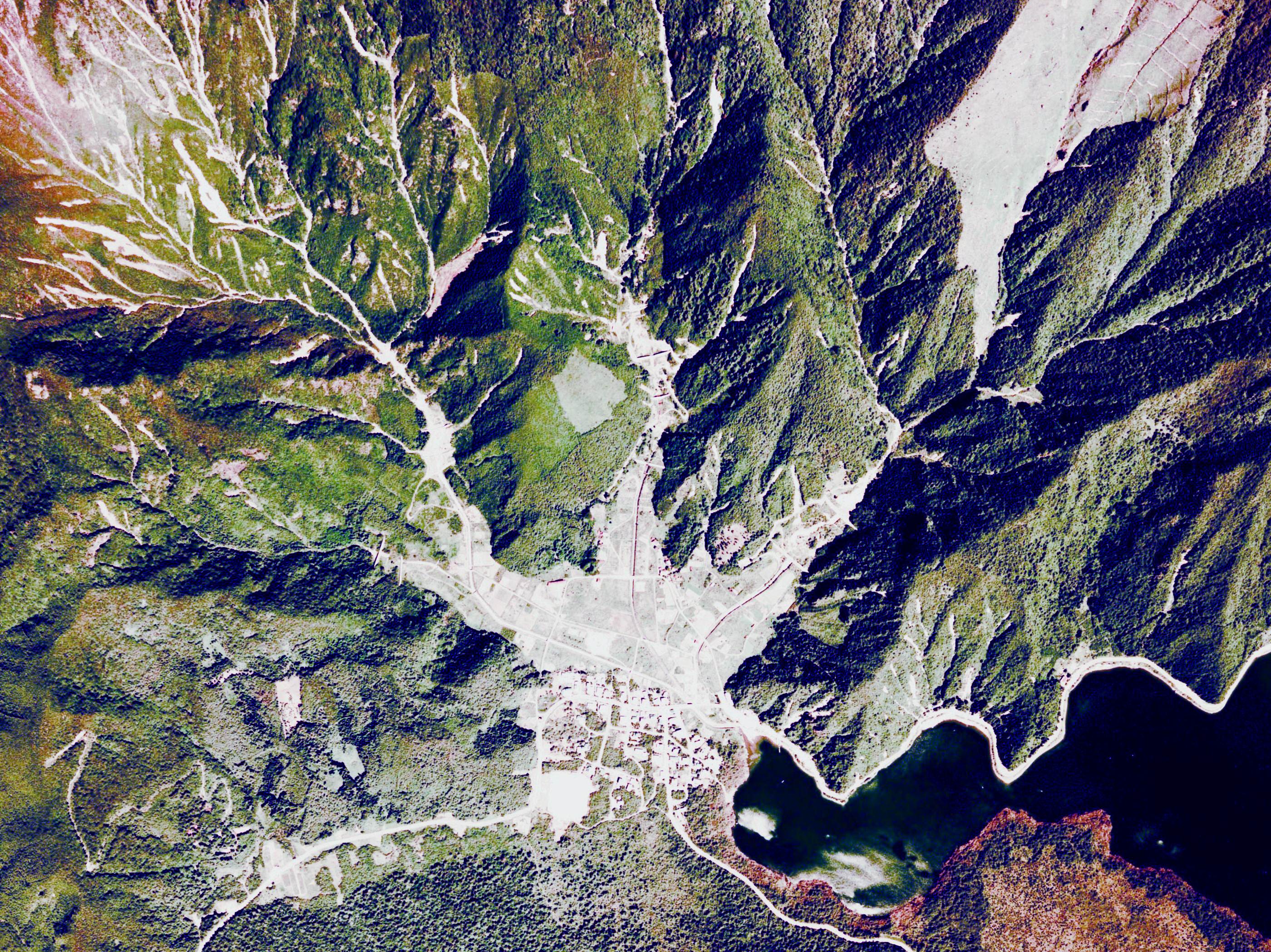
根場付近の空中写真（1975年撮影）
画像中央付近が旧根場地区。画像は災害から約9年後の昭和50年の撮影だが、背後の御坂山地には、おびただしい土石流の痕跡、また建設中の砂防堰堤なども確認することが出来る。

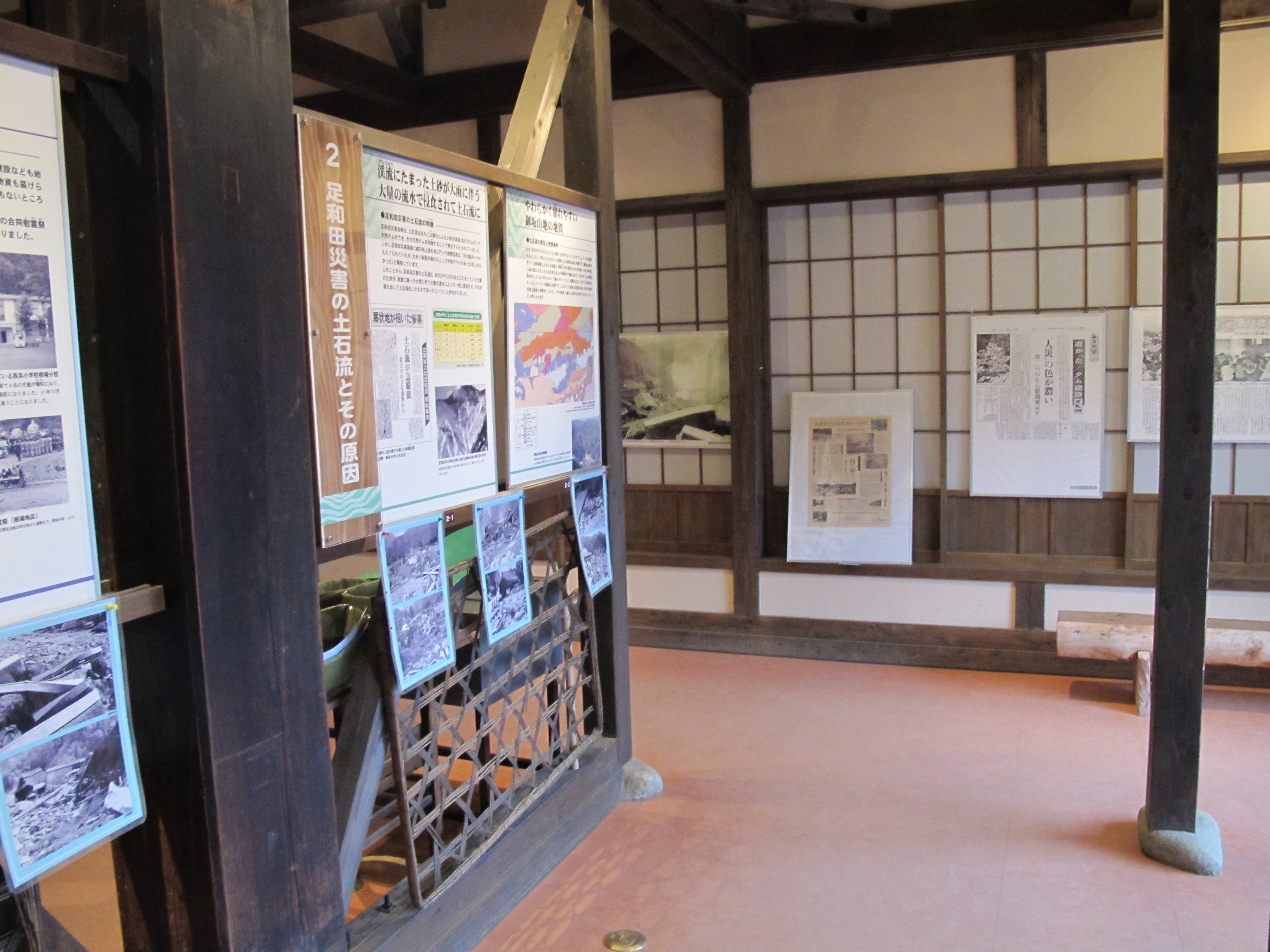
砂防資料館

富士五湖の一つの西湖の西北に位置する旧足和田村根場（ねんば）集落には、かつて盛んだった養蚕の便宜を図って2階に窓を設けた建築「兜造り」の茅葺民家が並んでいた。しかし、1966年（昭和41年）の台風26号の集中豪雨により集落は土石流に襲われ、死者94名を出した。この結果、集落は壊滅し、残った住民は西湖対岸に集団移転した。2003年（平成15年）に南都留郡の河口湖町・足和田村・勝山村が合併し、富士河口湖町が誕生すると、合併を契機に根場集落の復元・展示事業が開始され、2006年に第一期オープンとなった。その後、段階的に整備され、現在は20棟の茅葺民家がある。

## 足和田災害
前述した土石流災害は、根場地区のあった旧村名から足和田災害と呼ばれている。根場地区は急峻な御坂山地を背後にした西湖の北西岸に位置する集落であったが、1966年9月25日未明に発生した大規模な土石流により、40数戸ある家屋のうち僅か4戸を残し流失または倒壊した。災害後、当地を視察した日本大学の籠瀬良明、信州大学の山田哲雄ら地質学者の調査により、根場地区は土石流として流下した2次的な堆積物が作る扇状地上にある集落であったことが確認され、崩れやすい崩壊地に、このまま村を再建することは危険であると判断され、残された住民は根場地区南方の青木ヶ原末端へ集団移転することとなった。

## 施設
本沢川の両岸沿いに20棟の茅葺民家が立ち並ぶ。茅葺民家はそれぞれ土産物店や、食事処や甘味処などの店、工芸品等の展示、体験コーナー、根場集落の災害について記録した砂防資料館などとなっている。このうちの一棟は2011年10月28日に、西湖いやしの里根場旧渡辺家住宅主屋の名称で国の登録有形文化財に登録されている。

## 開園時間と料金
- 開園時間
  - 4月～11月　9：00　～　17：00
  - 12月～2月　9：30　～　16：30
- 休館日
  - 年中無休（臨時休館する場合があります）
- 入園料
  - 大人　500円（450円）
  - 小人(小･中学生)　250円（200円）

　※（　）内20名以上の団体料金。
- 駐車場
  - あり。無料。

## アクセス
- 公共交通機関
  - 富士山麓電気鉄道河口湖駅から西湖・青木ヶ原周遊レトロバス「西湖いやしの里根場」下車（河口湖駅から約50分）
- 車
  - 中央自動車道富士吉田線河口湖ICから国道139号で約25分
  - 東名高速道路御殿場ICから国道138号、東富士五湖道路経由、富士吉田ICから国道139号で約25分